# Frea humeralis
Frea humeralis är en skalbaggsart som beskrevs av Hermann Julius Kolbe 1893. Frea humeralis ingår i släktet Frea och familjen långhorningar. Inga underarter finns listade i Catalogue of Life.